# Vithimiris
Vithimiris, ook wel Withimer (375-376) was een Ostrogotische koning in de tijd dat zijn volk in het gebied van het latere Oekraïne woonachtig was. Hij was een familielid van Ermanerik en werd in 375 tot koning gekozen, nadat Ermanerik zelfmoord had gepleegd.

## Geschiedenis
Vithimiris wist het Ostrogotische Rijk nog korte tijd in stand te houden, nadat het kort daarvoor te maken kreeg met aanvallen van Hunse krijgsbenden. Uiteindelijk moest hij een groot aantal nederlagen incasseren tegen de invallers. In 376 leden de Ostrogoten een verpletterende nederlaag, waarbij Vithimiris sneuvelde. Volgens Jordanes namen de twee ervaren legerleiders Alatheus en Safrax daarna het regentschap op zich voor zijn nog minderjarige zoon Videricius.
Na de nederlaag trok een gedeelte van het Ostrogotische volk in de richting van de Djepnr, en later in de richting van de Donau onder leiding van Alatheus en Safrax. Ook was er een kleine groep die een toevlucht zocht in de Krim. De rest van het volk onderwierp zich aan de Hunnen.